# Yottabyte
Un yottabyte (de símbol YB) és una unitat d'emmagatzematge, que segueix la pauta del Sistema Internacional d'Unitats, formada pels prefixos yotta del grec ὀκτώ (okto), que significa "vuit", i byte. Equival a 1024 bytes.

## Equivalències

### Megabyte
Per a emplenar un yottabyte amb megabytes, en calen un trilió: {\displaystyle {10^{24} \over 10^{6}}=10^{18}=1\;000\;000\;000\;000\;000\;000}
o
- {\displaystyle {1\;YB \over 10,78\;MB}=93\;370\;681\;605\;975\;723,62} Fotografies digitals de 16 megapíxels.[3]

### Gigabyte
Per a emplenar un yottabyte amb gigabytes, en calen mil bilions: {\displaystyle {10^{24} \over 10^{9}}=10^{15}=1\;000\;000\;000\;000\;000}
o
- {\displaystyle {1\;YB \over 54\;GB}=18\;518\;518\;518\;518,51} Discos Blu-ray de doble capa de 54 GB.
- {\displaystyle {1\;YB \over 750\;GB}=1\;333\;333\;333\;333,33} Discos durs de 750 GB.

### Terabyte
Per a emplenar un yottabyte amb terabytes, en calen un bilió: {\displaystyle {10^{24} \over 10^{12}}=10^{12}=1\;000\;000\;000\;000}
o
- {\displaystyle {1\;YB \over 1,5\;TB}=666\;666\;666\;666,66} Discos durs d'1,5 TB.
- {\displaystyle {1\;YB \over 91,000\;TB}=10\;989\;010,98} Vegades la mida orientativa de l'Internet invisible del 1997 (91,000TB).[4]